# Pista de Sossís
La Pista de Sossís és una antiga pista rural reconvertida en carretera local asfaltada que discorre pel terme municipal de Conca de Dalt, al Pallars Jussà, a l'antic terme de Claverol), en territori del poble de Claverol.
Arrenca de la Carretera de Claverol, a ponent de l'extrem meridional de l'Obac de Claverol, des d'on emprèn cap al nord per tal d'arribar a la Carretera de Sossís resseguint pel costat de ponent tot l'Obac de Claverol i, tot seguit, lo Rengar de Motes. S'aboca en la Carretera de Sossís al nord-est del Pont de Claverol en uns 800 metres de recorregut.
Té una continuació cap al nord des del poble de Sossís que és, de fet, la Pista de les Riberes.